# Movimiento Nacional Alemán
El Movimiento Nacional Alemán (en alemán: Volksdeutsche Bewegung) fue un movimiento nazi en Luxemburgo que floreció bajo el Luxemburgo ocupado por los alemanes durante la Segunda Guerra Mundial.
Fundado por Damian Kratzenberg, un profesor universitario de origen alemán, el movimiento solo surgió después de la invasión y fue declarado el único movimiento político legal en Luxemburgo por los nazis. Usando el lema Heim ins Reich (Vuelta al Reich), su objetivo declarado era la plena incorporación de Luxemburgo a la Alemania nazi. La política fue apoyada por los nazis que utilizaron el Bewegung como medio para lograr este fin. El objetivo se logró en agosto de 1942, aunque el VDB siguió funcionando y alcanzó un máximo de 84.000 miembros. Muchos de ellos se unieron cuando quedó claro que la membresía era necesaria para retener el empleo. Varios miembros destacados también fueron miembros del Partido Nacionalsocialista Obrero Alemán después de su incorporación. El movimiento desapareció después de la guerra y Kratzenberg fue ejecutado en 1946.

## Fundación
Los predecesores del Volksdeutsche Bewegung, el Luxemburger Gesellschaft für Deutsche Literatur und Kunst (GEDELIT; Sociedad Luxemburguesa de Literatura y Arte Alemanas), fue dirigida desde 1935 por Damian Kratzenberg. Kratzenberg, un nacionalsocialista luxemburgués, abogó por la integración de la Gran Ducado en el Imperio alemán, y promovió el Deutschtum (germanidad) de los luxemburgueses como una justificación histórica y lingüística para esto. La GEDELIT se dedicó a la propaganda en las escuelas y reunió a grupos de estudiantes simpatizantes de los nazis en las instalaciones de la GEDELIT .

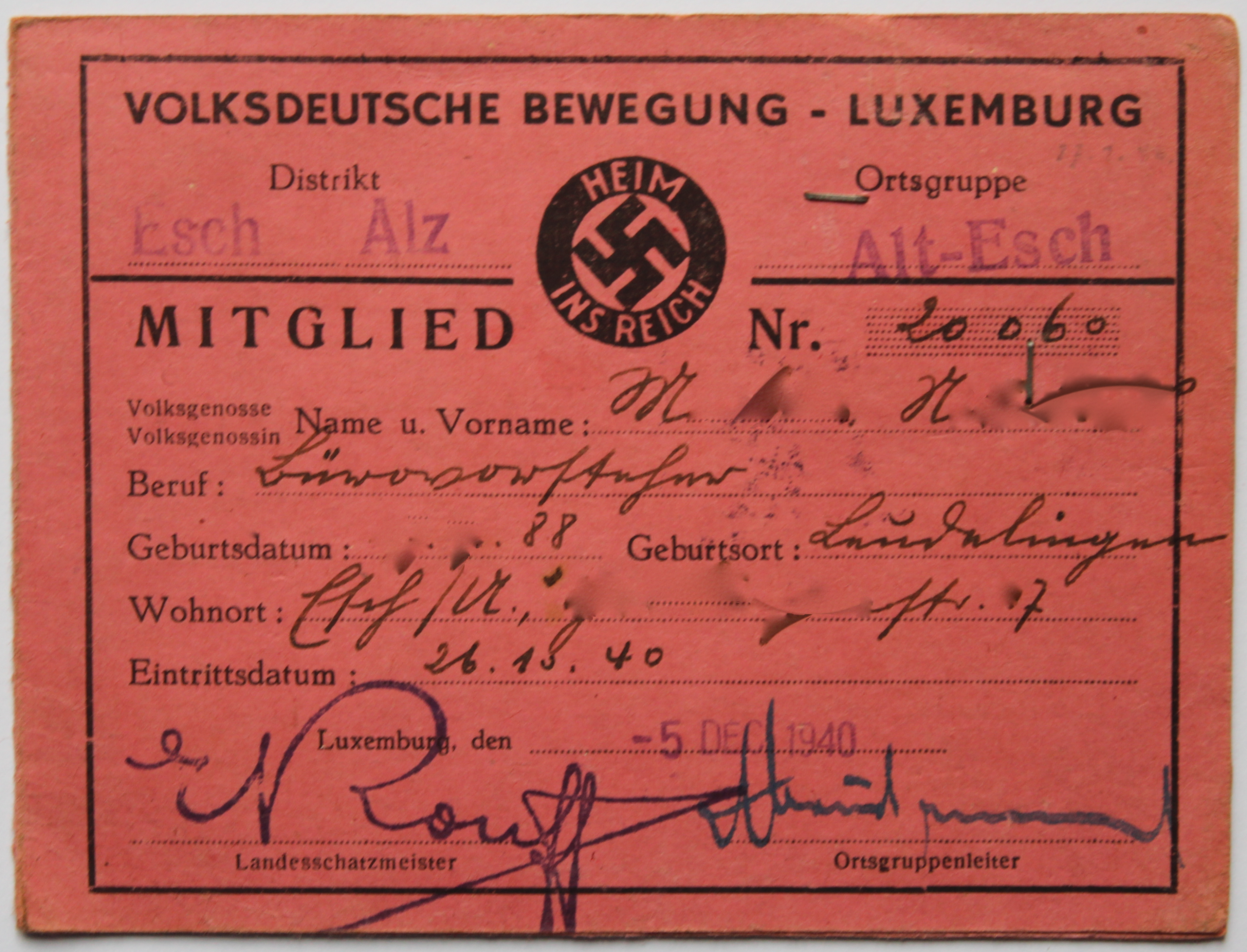
Tarjeta de miembro del Volksdeutsche Bewegung, emitida en 1940

Después de que la Wehrmacht alemana ocupara el país el 10 de mayo de 1940, siete días después se fundó el Volksdeutsche Bewegung en la ciudad de Luxemburgo. En su función como presidente del Volksdeutsche Bewegung, Kratzenberg ahora reportaba al jefe de la administración civil, el Gauleiter Gustav Simon.

## Referéndum del 10 de octubre de 1941
En 1941, el administrador civil ordenó un referéndum, disfrazado de censo, en el que se suponía que los luxemburgueses admitían su origen étnico alemán y así daban su bendición a la adhesión "voluntaria" al Tercer Reich.

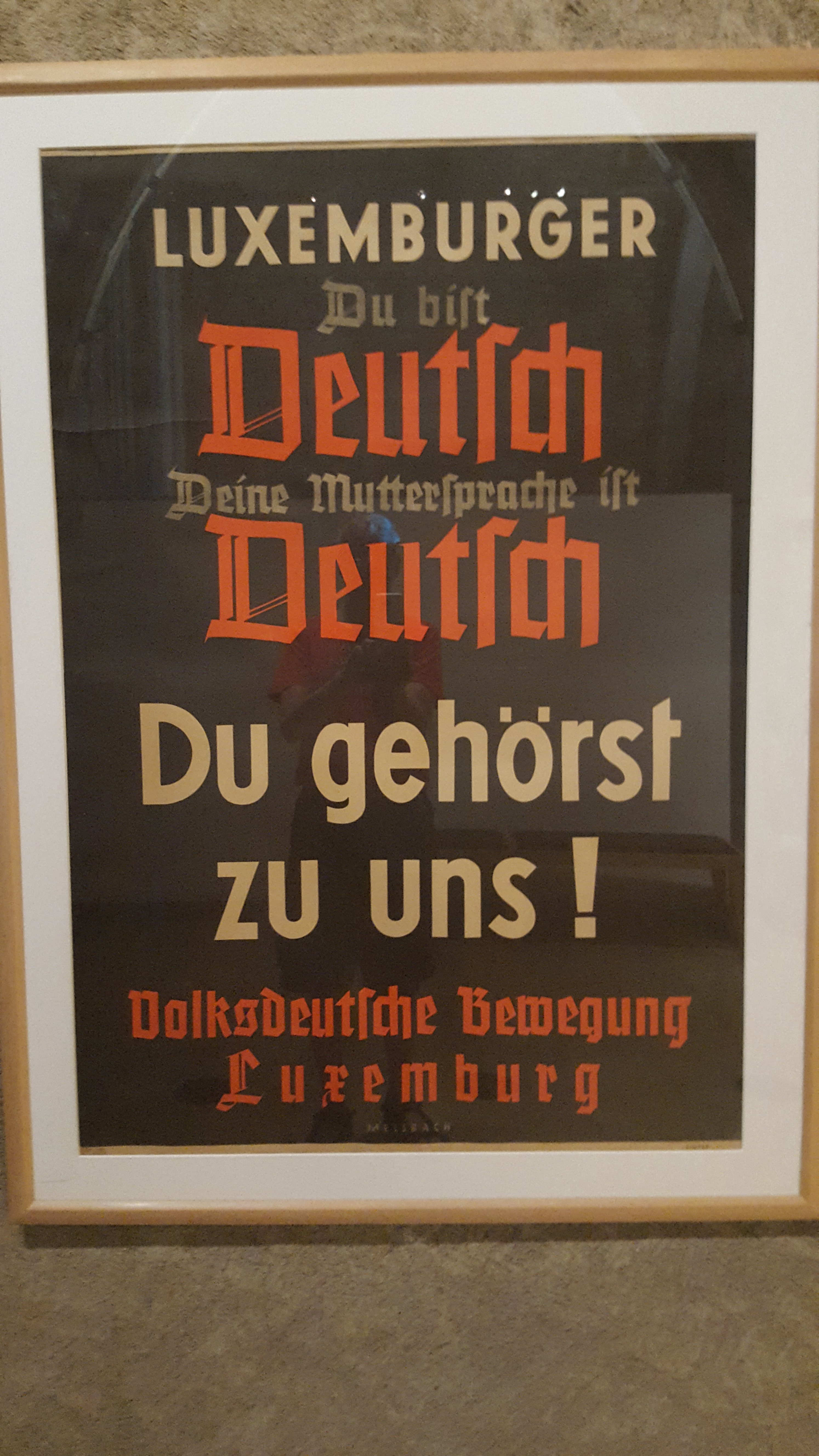
Propaganda del Volksdeutsche Bewegung.

En el referéndum, se debían hacer tres preguntas al pueblo sobre su "nacionalidad", "lengua materna" y "origen étnico", y las preguntas se formularon de manera que se suponía que la única respuesta lógica era "alemán". Este intento fue un fracaso. La Resistencia luxemburguesa se enteró del plan y corrió la voz de que los luxemburgueses deberían responder dräimol Lëtzebuergesch ("tres veces luxemburgués"). Este experimento de la administración civil falló por este motivo y el referéndum fue cancelado.
A través del fracaso del referéndum, los ocupantes reconocieron que no podían vencer la resistencia de la población. La política alemana hacia los luxemburgueses cambió y se volvió mucho más brutal. El Volksdeutsche Bewegung perdió importancia y jugó un papel pequeño hasta el final de la guerra.
El jefe del Volksdeutsche Bewegung, Damian Kratzenberg, logró huir hacia Weißenburg unos días antes de la liberación el 1 de septiembre. Sin embargo, una carta a su hija después del final de la guerra reveló su ubicación. Fue llevado a Luxemburgo y sometido a juicio. El 1 de agosto, Kratzenberg fue condenado a muerte y el 11 de octubre de 1946 recibió un disparo en el campo de tiro del cuartel de la meseta del Espíritu Santo en la ciudad de Luxemburgo.